# Konstantínos Tsartsarís
Konstantínos Tsartsarís (en grec moderne : Κωσταντίνος Τσαρτσαρής), souvent appelé Kóstas Tsartsarís (Κώστας Τσαρτσαρής), né le 17 octobre 1979 à Béroia, est un joueur de basket-ball grec, évoluant au poste d’ailier fort.
D'une taille de 2,09 m pour 116 kg, il a d'abord occupé un poste d'ailier avant d'être repositionné en pivot par son entraîneur du Panathinaïkos Željko Obradović. Celui-ci utilise sa taille mais aussi sa capacité de tirer de l’extérieur.

## Biographie
Pendant sa carrière, Tsatsaris participe à chaque édition de l'Euroligue entre 2000 et 2013, d'abord avec Peristéri BC puis avec le Panathinaïkos. Il est aussi le deuxième joueur au classement du nombre de rencontres jouées en Euroligue avec 239, derrière Theodoros Papaloukas.
Tsatsaris prend sa retraite en juin 2013.

## Palmarès

### Club
- Vainqueur de l'Euroligue : 2007, 2009 et 2011.
- Champion de Grèce : 2003, 2004, 2005, 2006, 2007, 2008, 2009, 2010, 2011 et 2013.
- Vainqueur de la coupe de Grèce :  2003, 2005, 2006, 2007, 2008, 2009, 2012 et 2013.

### Équipe nationale
- Championnat du monde
  -  Médaille d'argent du Championnat du monde 2006
- Championnat d'Europe
  -  Médaille d'or Championnat d'Europe 2005 en Serbie